# Party People (Nelly)
Party People è un singolo del rapper statunitense Nelly, il primo estratto dall'album in studio Brass Knuckles. In origine il primo singolo avrebbe dovuto essere Wadsyaname, ma siccome in seguito si deciderà di non inserirla nell'album, Party People è il primo singolo ufficiale.
La canzone vede la partecipazione di Fergie, allora cantante dei Black Eyed Peas.

## Informazioni
La canzone era stata ideata per l'album di Fergie, The Dutchess, in collaborazione con la rapper Trina, ma poi scartò l'idea perché era troppo urbana per la sua immagine e quindi appena Polow da Don lo propose a Nelly, accettò subito la proposta e decise di scegliere come compagna per il pezzo proprio Fergie, data la sua energia e potenzialità, come ha rivelato in un'intervista d MTV.
Adesso la canzone si trova anche nella Deluxe Edition di The Dutchess.

## Video musicale
Nel video appare anche Fergie, che inizialmente si trova sopra un'altalena da circo, dove indossa un vestito da cabarettista.
Nelly nel video inizialmente canta tra una folla di gente, ma poi nella parte rap finale, si trova in una stanza solamente con Fergie.
Il video verrà ufficialmente trasmesso il 15 aprile 2008 ma su YouTube è stato possibile vederlo già dal 9 aprile.
Nel video fanno un cameo anche Keri Hilson e Polow da Don. Keri Hilson appare nella scena finale del video e indossa una maglietta con su scritto "Hip Hop Ain't Dead", ovvero l'Hip Hop non è morto.

## Tracce
CD Singolo
1. Party People
2. Party People (Clean)
3. Wadsyaname

## Classifiche
| Classifica (2008)                    | Posizione |
| ------------------------------------ | --------- |
| Brasile                              | 45        |
| Canada                               | 52        |
| Irlanda                              | 17        |
| Nuova Zelanda                        | 36        |
| Polonia                              | 65        |
| U.S. Billboard Hot 100               | 40        |
| U.S. Billboard Pop 100               | 37        |
| U.S. Billboard Hot R&B/Hip-Hop Songs | 62        |
| U.S. Billboard Hot Rap Tracks        | 18        |
| Regno Unito                          | 19        |
| Filippine                            | 52        |